# Liste der Gouverneure von Sergipe

Wappen des Staats Sergipe

Die Liste der Gouverneure von Sergipe gibt einen Überblick über die Gouverneure des brasilianischen Bundesstaats Sergipe.

## Neue Republik (Sechste Republik, seit 1985)
| Nr. | Name                     | Bild         | Partei | Beginn der Amtszeit | Ende der Amtszeit |
| --- | ------------------------ | ------------ | ------ | ------------------- | ----------------- |
| 43  | João Alves Filho         |              | PDS    | 15. März 1983       | 15. März 1987     |
| 44  | Antônio Carlos Valadares |              | PFL    | 15. März 1987       | 15. März 1991     |
| 45  | João Alves Filho         |              | PFL    | 15. März 1991       | 1. Jan. 1995      |
| 46  | Albano Franco            |              | PSDB   | 1. Jan. 1995        | 1. Jan. 1999      |
| 46  | Albano Franco            | 1. Jan. 1999 | PSDB   | 1. Jan. 2003        |                   |
| 47  | João Alves Filho         |              | PFL    | 1. Jan. 2003        | 1. Jan. 2007      |
| 48  | Marcelo Déda             |              | PT     | 1. Jan. 2007        | 1. Jan. 2011      |
| 48  | Marcelo Déda             | 1. Jan. 2011 | PT     | 12. Feb. 2013       |                   |
| 49  | Jackson Barreto          |              | PMDB   | 12. Feb. 2013       | 1. Jan. 2015      |
| 49  | Jackson Barreto          | 1. Jan. 2015 | PMDB   | 6. Apr. 2018        |                   |
| 50  | Belivaldo Chagas         |              | PSD    | 6. Apr. 2018        | 1. Jan. 2019      |
| 50  | Belivaldo Chagas         | 1. Jan. 2019 | PSD    | amtierend           |                   |
| 51  | Fábio Mitidieri          |              | PSD    | 1. Jan. 2023        |                   |